# Caryca Waz

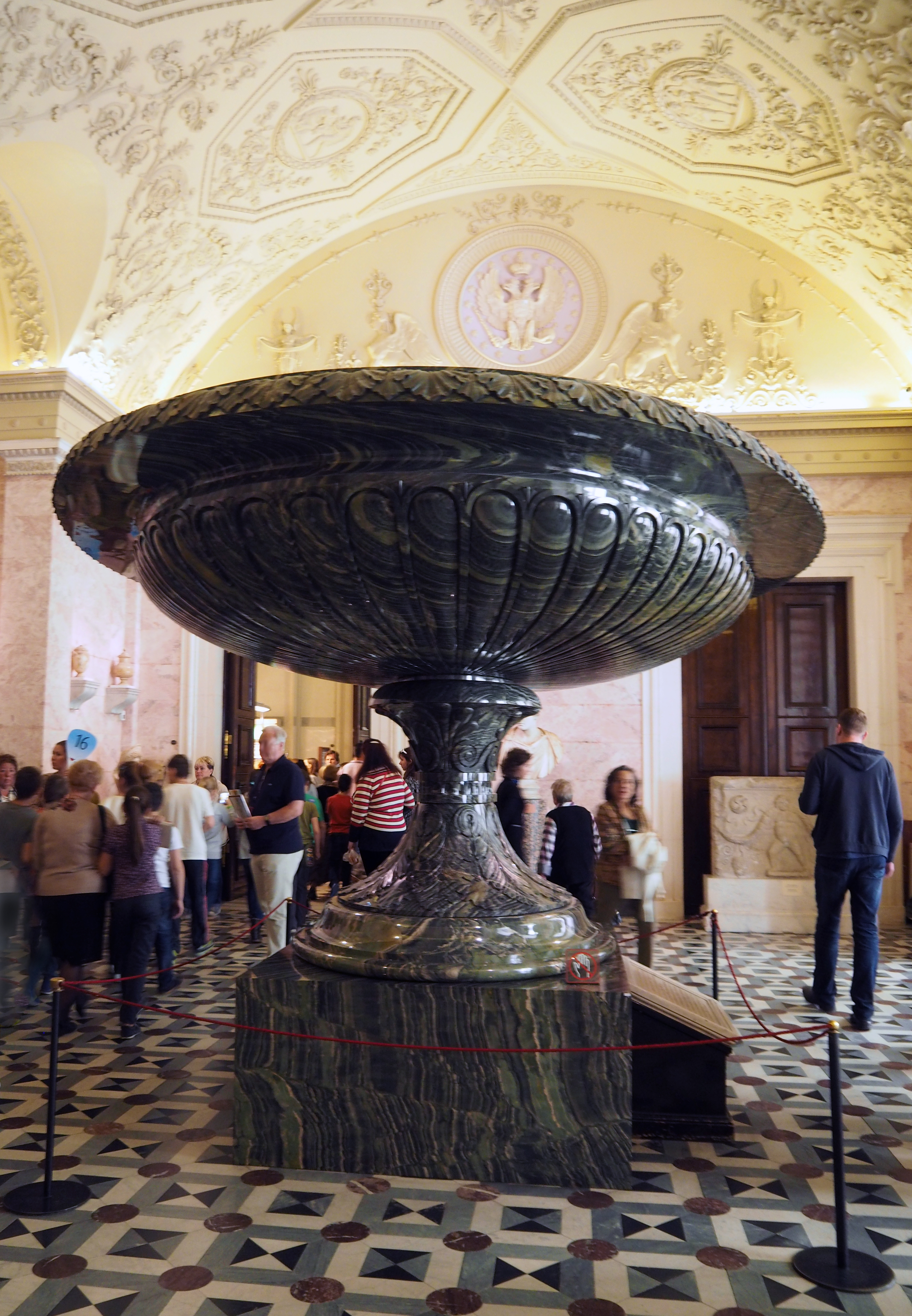
Wielka koływańska waza w budynku Nowego Ermitaża

Caryca Waz (ros. Царица ваз) – największa na świecie waza z jednego półszlachetnego kamienia (jaspisu), wyrzeźbiona według projektu A. Mielnikowa w szlifierni kamieni w Koływani w latach 1829-1843. 
Znajduje się w Nowym Ermitażu. Wraz z podstawą ma 257 cm wysokości, większa średnica eliptycznej czaszy wynosi 504 cm, mniejsza średnica  czaszy – 322 cm, a waga wynosi 19 200 kg.

## Nazwa
Nazwa „Caryca Waz” jest używana, w odniesieniu do wielkiej wazy z jaspisu, od niedawna. Zaczęła być stosowana w różnego rodzaju przewodnikach, na wzór Car Puszki, Car Kołokołu, co miało wskazywać na olbrzymi rozmiar rzeźby. Obecnie ta nazwa jest już w powszechnym użyciu. W Ermitażu waza wyrzeźbiona w Koływani jest po prostu nazywana „Wazą z Jaspisu” lub „Wielką Wazą”, zaś miano „Carycy Waz” nosi waza rzymska z IV w.p.n.e. o łacińskiej nazwie Regina Vasorum („Królowa Waz”).

## Historia powstania
W 1815, w bogatej w jaspis kopalni kruszców położonej około 40 km od szlifierni kamieni szlachetnych w Koływani, znaleziono ogromny, 11-metrowy płat zielonego pasiastego jaspisu. Pierwszy oderwany od tego płata kamień dostarczono do szlifierni, gdzie wyrzeźbiono z niego czaszę według rysunku architekta Gwarengi. W 1820 ozdobiła ona Carskie Sioło. Pozostałą część płata jaspisu zaczęto wydobywać bardzo ostrożnie, przez polewanie skał, w których się znajdowała, wodą podczas mrozów. Woda zamarzała, a robotnicy wyskrobywali lód i powstałe szczeliny ponownie zalewano wodą. W 1819 ogromny głaz sam odpadł na ziemię. Wskutek pęknięcia trzeba było go podzielić. Mniejszą część przeznaczono na drobne wyroby, zaś szkic większej 5,6-metrowej części przesłano do Sankt Petersburga. W rok później zarządzający szlifiernią M. Łaulina otrzymał z Gabinetu Aleksandra I projekt A. Mielnikowa z rysunkami i opisem przygotowania eliptycznej czaszy.
Do wstępnych prac, polegających na oczyszczeniu kamienia z osadów, przystąpiono w 1828. Zadanie to wykonywało 230 pracowników. Po dwóch latach, w 1830, 567 burłaków dostawiło głaz do szlifierni, gdzie jego dalszą obróbką zajęło się 100 mistrzów kamieniarstwa. Po ociosaniu kamienia do odpowiedniej formy w 1831, zaczęto tworzyć detale czaszy, nanosić ornament i go polerować. Prace trwały do 1843. Równocześnie poszukiwano odpowiedniego kamienia dla postumentu, napotykając na trudności. Dwa pierwsze kamienie, przeznaczone  do tego celu, uległy zniszczeniu w czasie obróbki. 
W lutym 1843 czaszę załadowano na specjalne sanie, do których zaprzęgnięto 154 konie, i powieziono ją do Barnauł, a stamtąd na Utkinską (czyli Kaczą) Przystań, skąd odprawiono ją transportem rzecznym do stolicy. Do czasu zakończenia budowy Nowego Ermitażu stała na przybrzeżu Newy. Dopiero 5 listopada 1849 została wniesiona do wnętrza, przez pozostawiony do tego celu ścienny otwór, i ustawiona na specjalnie przygotowanym fundamencie.